# Чаус, Валентина Григорьевна
Валентина Григорьевна Чаус — советский хозяйственный, государственный и политический деятель, Герой Социалистического Труда.

## Биография
Родилась в 1924 году в Новоазовском районе. Член КПСС.
С 1940 года — на хозяйственной, общественной и политической работе. В 1940—1980 гг. — колхозница, на рытье окопов, участница Великой Отечественной войны, радиотелефонистка 30-го автополка, звеньевая колхоза имени Челюскинцев Будённовского района Сталинской области, секретарь парткома Крещатинской МТС, секретарь Старобешевского райкома КП Украины, председатель Новоазовского райисполкома.
Указом Президиума Верховного Совета СССР от 17 июня 1949 года присвоено звание Героя Социалистического Труда с вручением ордена Ленина и золотой медали «Серп и Молот».
Умерла в Новоазовске в 2007 году.